# Temnikova I
Temnikova I е дебютен EP албум на руската поп певица Елена Темникова. Издаден е на 30 септември 2016 г.

## Сингли
- „Импульсы“ (в албума под заглавие „Импульсы города“) е първият сингъл от албума. Той е издаден на 14 април 2016 г. Песента достига първите места на класациите iTunes, Яндекс.Музика. Видеоклипа достига повече от 30 млн. гледания в интернет.
- Вторият сингъл е песента „Тепло“. Той е издаден на 25 юли 2016 г. Премиерата му е на годишния музикален фестивал „Европа Плюс Live“.
- „Движения“ е избрана за трети сингъл от албума. Релийзът на сингъла се състои на 21 ноември 2016 г.

## Песни
| 1.    | Импульсы города | Елена Темникова | —         | 3:03 |
| 2.    | Тепло           | Елена Темникова | —         | 3:36 |
| 3.    | По низам        | Елена Темникова | Alex Hook | 2:54 |
| 4.    | Счастье         | Елена Темникова | Alex Hook | 3:18 |
| 5.    | Движения        | Елена Темникова | Alex Hook | 3:00 |
| 6.    | Ближе           | Елена Темникова | Alex Hook | 3:15 |
| 7.    | Улетаем         | Елена Темникова | Alex Hook | 3:04 |
| 21:30 |                 |                 |           |      |

## Позиции в класациите
| Класация (2016)     | Най-добра позиция |
| ------------------- | ----------------- |
| Русия (iTunes)      | 1                 |
| Естония (iTunes)    | 1                 |
| Казахстан (iTunes)  | 1                 |
| Беларус (iTunes)    | 1                 |
| Узбекистан (iTunes) | 3                 |
| Израел (iTunes)     | 10                |
| Латвия (iTunes)     | 35                |
| САЩ (iTunes)        | 193               |